# Protocolos de Auschwitz

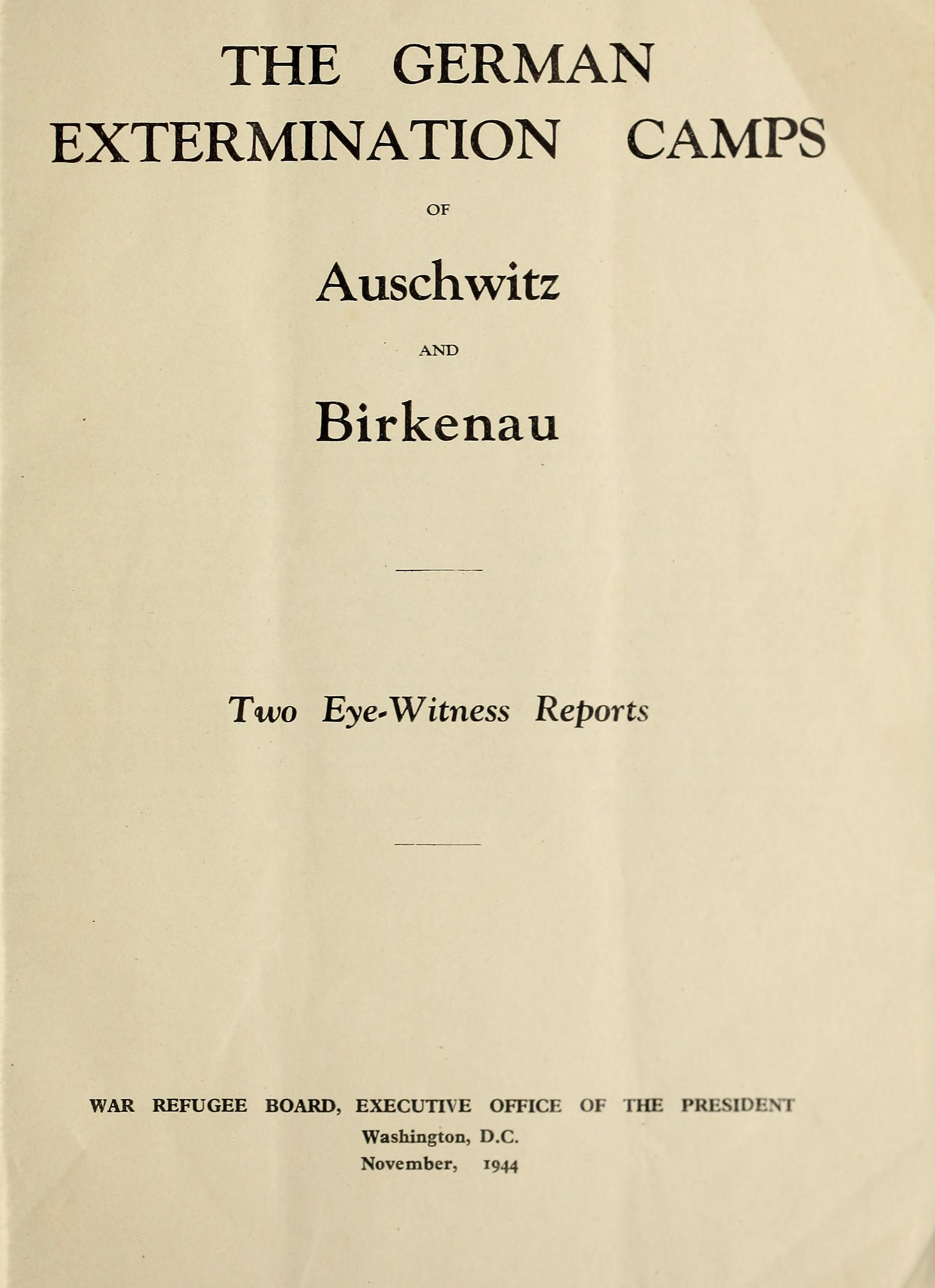
Los campos alemanes de exterminio de Auschwitz y Birkenau - portada, noviembre de 1944

Los Protocolos de Auschwitz, también conocidos como los Informes de Auschwitz, y publicados originalmente como Los campos alemanes de exterminio de Auschwitz y Birkenau, son una colección de tres relatos de testigos oculares de 1943-1944 sobre el asesinato en masa que estaba teniendo lugar dentro del campo de concentración de Auschwitz en Polonia ocupada por Alemania durante la Segunda Guerra Mundial. Los relatos de los testigos oculares se conocen individualmente como el Informe Vrba-Wetzler, el Informe Principal Polaco y el Informe Rosin-Mordowicz.

## Descripción
Los informes fueron compilados por prisioneros que habían escapado del campo y presentados por orden de importancia desde la perspectiva de los aliados occidentales, en lugar de por orden cronológico. Los fugitivos que redactaron los informes fueron Rudolf Vrba y Alfréd Wetzler (el informe Vrba-Wetzler); Arnošt Rosin y Czesław Mordowicz (el informe Rosin-Mordowicz); y Jerzy Tabeau (el Informe Principal Polaco"). 
El informe Vrba-Wetzler fue ampliamente difundido por el Grupo de Trabajo de Bratislava en abril de 1944, y con la ayuda del diplomático rumano Florian Manoliu, un resumen del informe le llegó con mucha demora, al diplomático salvadoreño en Suiza George Mantello. Mantello lo publicitó de inmediato. Esto desencadenó manifestaciones a gran escala en Suiza, sermones en las iglesias suizas sobre la trágica situación de los judíos y una campaña de prensa suiza de unos 400 titulares en protesta por las atrocidades cometidas contra los judíos. Los acontecimientos en Suiza y posiblemente otras consideraciones llevaron a amenazas de represalia contra el regente de Hungría Miklós Horthy por parte del presidente Roosevelt, Winston Churchill y otros. Este fue uno de los principales factores que convencieron a Horthy de detener los transportes del campo de exterminio húngaro. Los informes completos fueron publicados por la Junta de Refugiados de Guerra de los Estados Unidos el 26 de noviembre de 1944 bajo el título Los campos de exterminio de Auschwitz (Oświęcim) y Birkenau en la Alta Silesia. Fueron presentados como evidencia en los Juicios de Núremberg como documento número 022-L, y se encuentran en los archivos de la Junta de Refugiados de Guerra en la Biblioteca y Museo Presidencial Franklin D. Roosevelt en Hyde Park, Nueva York.
No se sabe cuándo se usó por primera vez el título de "Protocolos de Auschwitz" para denominar este conjunto de documentos, pero Randolph L. Braham pudo haber sido el primero en hacerlo en el documento La política del genocidio: El Holocausto en Hungría (1981).

## Informes del Protocolo de Auschwitz
- El informe Vrba-Wetzler (el término "Protocolos de Auschwitz" se utiliza a veces para referirse únicamente a este informe), un informe de 33 páginas escrito alrededor del 24 de abril de 1944, después de que Vrba y Wetzler, dos prisioneros eslovacos escaparan de Auschwitz el 7 y 11 de abril de 1944.[8] El documento tenía 33 páginas y se llamó "No 1. Los campos de exterminio de Auschwitz (Oswiecim) y Birkenau en la Alta Silesia".[9][10]
- El informe Rosin-Mordowicz, un informe de siete páginas de Arnošt Rosin y Czesław Mordowicz, también prisioneros eslovacos, que escaparon de Auschwitz el 27 de mayo de 1944.  Esto se presentó como un capítulo adicional "III. Birkenau "al informe Vrba-Wetzler.
- El Informe Principal Polaco, escrito por Jerzy Tabeau, quien estaba en Auschwitz bajo el seudónimo de Jerzy Wesołowski, y quien escapó con Roman Cieliczko el 19 de noviembre de 1943. Zoltán Tibori Szabó escribe que Tabeau compiló su informe entre diciembre de 1943 y enero de 1944. Fue copiado usando una máquina de estarcido en Ginebra en agosto de 1944 y fue distribuido por el gobierno polaco en el exilio y por grupos judíos.[11] Esto se presentó en los Protocolos como el "No 2. Transporte (Informe Principal Polaco)".

El contenido de los Protocolos fue discutido en detalle por The New York Times el 26 de noviembre de 1944.

### Citas
1. 1 2  
«The Extermination Camps of Auschwitz (Oświęcim) and Birkenau in Upper Silesia». War Refugee Board. 26 de noviembre de 1944. pp. 1-33.
2. ↑  Tibori Szabó (2011), pp. 85–120
3. 1 2  Tibori Szabó (2011), p. 94
4. ↑  «Conceptos/Objetos/Acontecimientos - Protocolos de Auschwitz». PARES. Consultado el 31 de enero de 2021.
5. ↑  Theo Tuschuy, "Dangerous Diplomacy: The Story of Carl Lutz, Rescuer of 62,000 Hungarian Jews, Ederman Publishing
6. ↑  David Kranzler (2000). The Man Who Stopped the Trains to Auschwitz: George Mantello, El Salvador, and Switzerland's Finest Hour. Syracuse University Press. p. 87. ISBN 978-0-8156-2873-6.
7. 1 2  Conway (2002), pp. 292–293, footnote 3.
8. ↑  Tibori Szabó (2011), p. 91
9. 1 2  Gilbert (1989), p. 305
10. ↑  «The Auschwitz Protocol: The Vrba-Wetzler Report». p. Holocaust Research Project.
11. ↑  Tibori Szabó (2011), p. 90.

## Otras lecturas
- Braham, Randolph L. (1981). The Politics of Genocide: The Holocaust in Hungary (2011 edición). Columbia University Press.
- Świebocki, Henryk (2013). «Informing the world about Auschwitz». Memorial y Museo Auschwitz-Birkenau. (enlace roto disponible en Internet Archive; véase el historial, la primera versión y la última).

- Datos: Q4822719
- Multimedia: Auschwitz Protocols / Q4822719